# Cristiana Sofia Carlotta di Brandeburgo-Bayreuth
Cristiana Sofia Carlotta di Brandeburgo-Kulmbach (Neustadt an der Aisch, 15 ottobre 1733 – Jagdschloss Seidingstadt, 8 ottobre 1757) è stata una principessa del ramo Brandeburgo-Kumbach, un ramo cadetto della casata Hohenzollern (ramo di Weferlingen) e, per matrimonio, divenne duchessa di Sassonia-Hildburghausen.

## Biografia
Cristiana Sofia Carlotta era l'unica sopravvissuta dei figli nati dal matrimonio tra il margravio Federico Cristiano di Brandeburgo-Bayreuth e sua moglie Vittoria Carlotta di Anhalt-Bernburg-Schaumburg-Hoym, figlia del principe Vittorio I di Anhalt-Bernburg-Schaumburg-Hoym.
La principessa fu educata a Copenaghen, alla corte di sua zia, la regina danese Sofia Maddalena di Brandeburgo-Kulmbach, insieme alla cugina Luisa.
Fu proprio sua zia a combinare le nozze di Cristiana con il suo ex-genero, il duca Ernesto Federico III di Sassonia-Hildburghausen. Il matrimonio venne celebrato nel palazzo di Christiansborg il 20 gennaio 1757.
Descritta come donna molto religiosa, Cristiana trovò una corte improntata ad un rigido galateo e ad inutili sprechi. In aggiunta a tali spese fisse, la duchessa aveva una speciale inclinazione per la caccia. Le corna poste al portale d'ingresso dell'ex casino di caccia di Seidingstadt, provengono da due cervi, uccisi in una battuta di caccia nel 1757. Cristiana morì di parto, quattro giorni dopo la nascita della principessa Federica Sofia Marie Carolina, che le sopravvisse nove giorni.

## Ascendenza
|                                                         |                                   |                                                                 | Genitori                                                |  |  | Nonni |  |  | Bisnonni                                   |  |  | Trisnonni                             |  |
|                                                         |                                   |                                                                 |                                                         |  |  |       |  |  | 8. Giorgio Alberto di Brandeburgo-Kulmbach |  |  | 16. Cristiano di Brandeburgo-Bayreuth |  |
|                                                         |                                   |                                                                 |                                                         |  |  |       |  |  | 8. Giorgio Alberto di Brandeburgo-Kulmbach |  |  | 16. Cristiano di Brandeburgo-Bayreuth |  |
|                                                         |                                   | 17. Maria di Hohenzollern                                       |                                                         |  |  |       |  |  | 8. Giorgio Alberto di Brandeburgo-Kulmbach |  |  |                                       |  |
| 4. Cristiano Enrico di Brandeburgo-Kulmbach             |                                   |                                                                 |                                                         |  |  |       |  |  | 8. Giorgio Alberto di Brandeburgo-Kulmbach |  |  |                                       |  |
|                                                         |                                   | 9. Maria Elisabetta di Schleswig-Holstein-Sondenburg-Glücksburg | 18. Filippo di Schleswig-Holstein-Sonderburg-Glücksburg |  |  |       |  |  |                                            |  |  |                                       |  |
|                                                         |                                   | 9. Maria Elisabetta di Schleswig-Holstein-Sondenburg-Glücksburg | 18. Filippo di Schleswig-Holstein-Sonderburg-Glücksburg |  |  |       |  |  |                                            |  |  |                                       |  |
|                                                         |                                   | 9. Maria Elisabetta di Schleswig-Holstein-Sondenburg-Glücksburg | 19. Sofia Edvige di Sassonia-Lauenburg                  |  |  |       |  |  |                                            |  |  |                                       |  |
| 2. Federico Cristiano di Brandeburgo-Bayreuth           |                                   | 9. Maria Elisabetta di Schleswig-Holstein-Sondenburg-Glücksburg |                                                         |  |  |       |  |  |                                            |  |  |                                       |  |
|                                                         |                                   | 10. Alberto Federico di Wolfstein                               | 20. Giovanni di Wolfstein                               |  |  |       |  |  |                                            |  |  |                                       |  |
|                                                         |                                   | 10. Alberto Federico di Wolfstein                               | 20. Giovanni di Wolfstein                               |  |  |       |  |  |                                            |  |  |                                       |  |
|                                                         |                                   | 10. Alberto Federico di Wolfstein                               | 21. Barbara Teufel zu Gundersdorf                       |  |  |       |  |  |                                            |  |  |                                       |  |
| 5. Sofia Cristiana di Wolfstein                         |                                   | 10. Alberto Federico di Wolfstein                               |                                                         |  |  |       |  |  |                                            |  |  |                                       |  |
|                                                         |                                   | 11. Sofia Luisa di Castell-Remlingen                            | 22. Volfango Giorgio I di Castell-Remlingen             |  |  |       |  |  |                                            |  |  |                                       |  |
|                                                         |                                   | 11. Sofia Luisa di Castell-Remlingen                            | 22. Volfango Giorgio I di Castell-Remlingen             |  |  |       |  |  |                                            |  |  |                                       |  |
|                                                         |                                   | 11. Sofia Luisa di Castell-Remlingen                            | 23. Sofia Giuliana di Hohenlohe-Waldenburg-Pfedelbach   |  |  |       |  |  |                                            |  |  |                                       |  |
| 1. Cristiana Sofia Carlotta di Brandeburgo-Bayreuth     |                                   | 11. Sofia Luisa di Castell-Remlingen                            |                                                         |  |  |       |  |  |                                            |  |  |                                       |  |
|                                                         | 12. Lebrecht di Anhalt-Zeitz-Hoym | 24. Vittorio Amedeo di Anhalt-Bernburg                          |                                                         |  |  |       |  |  |                                            |  |  |                                       |  |
|                                                         | 12. Lebrecht di Anhalt-Zeitz-Hoym | 24. Vittorio Amedeo di Anhalt-Bernburg                          |                                                         |  |  |       |  |  |                                            |  |  |                                       |  |
|                                                         | 12. Lebrecht di Anhalt-Zeitz-Hoym | 25. Elisabetta del Palatinato-Zweibrücken-Veldenz               |                                                         |  |  |       |  |  |                                            |  |  |                                       |  |
| 6. Vittorio I di Anhalt-Bernburg-Schaumburg-Hoym        | 12. Lebrecht di Anhalt-Zeitz-Hoym |                                                                 |                                                         |  |  |       |  |  |                                            |  |  |                                       |  |
|                                                         |                                   | 13. Carlotta di Nassau-Schaumburg                               | 26. Adolfo di Nassau-Schaumburg                         |  |  |       |  |  |                                            |  |  |                                       |  |
|                                                         |                                   | 13. Carlotta di Nassau-Schaumburg                               | 26. Adolfo di Nassau-Schaumburg                         |  |  |       |  |  |                                            |  |  |                                       |  |
|                                                         |                                   | 13. Carlotta di Nassau-Schaumburg                               | 27. Elisabetta Carlotta Melander di Holzappel           |  |  |       |  |  |                                            |  |  |                                       |  |
| 3. Vittoria Carlotta di Anhalt-Bernburg-Schaumburg-Hoym |                                   | 13. Carlotta di Nassau-Schaumburg                               |                                                         |  |  |       |  |  |                                            |  |  |                                       |  |
|                                                         |                                   | 14. Guglielmo Maurizio I di Isenburg-Büdingen-Birstein          | 28. Giovanni Ludovico di Isenburg-Büdingen              |  |  |       |  |  |                                            |  |  |                                       |  |
|                                                         |                                   | 14. Guglielmo Maurizio I di Isenburg-Büdingen-Birstein          | 28. Giovanni Ludovico di Isenburg-Büdingen              |  |  |       |  |  |                                            |  |  |                                       |  |
|                                                         |                                   | 14. Guglielmo Maurizio I di Isenburg-Büdingen-Birstein          | 29. Luisa di Nassau-Dillenburg                          |  |  |       |  |  |                                            |  |  |                                       |  |
| 7. Carlotta Luisa di Isenburg-Büdingen-Birstein         |                                   | 14. Guglielmo Maurizio I di Isenburg-Büdingen-Birstein          |                                                         |  |  |       |  |  |                                            |  |  |                                       |  |
|                                                         |                                   | 15. Anna Amalia di Isenburg-Büdingen                            | 30. Giovanni Ernesto di Isenburg-Büdingen               |  |  |       |  |  |                                            |  |  |                                       |  |
|                                                         |                                   | 15. Anna Amalia di Isenburg-Büdingen                            | 30. Giovanni Ernesto di Isenburg-Büdingen               |  |  |       |  |  |                                            |  |  |                                       |  |
|                                                         |                                   | 15. Anna Amalia di Isenburg-Büdingen                            | 31. Maria Carlotta di Erbach-Schönberg                  |  |  |       |  |  |                                            |  |  |                                       |  |
|                                                         |                                   | 15. Anna Amalia di Isenburg-Büdingen                            |                                                         |  |  |       |  |  |                                            |  |  |                                       |  |